# Johann I. (Troppau-Leobschütz)
Johann I. von Troppau (auch Johann/Hanuš von Fulnek, tschechisch Hanuš z Fulneka, auch Hanuš Hlubčický; * um 1420; † 1454) war ab 1445/47 bis zu seinem Tod 1454 Teil-Herzog von Troppau und Leobschütz sowie Herr auf Fulnek. Er entstammte dem Troppauer Zweig der böhmischen Přemysliden.

## Leben
Seine Eltern waren Herzog Wenzel II. von Troppau und Leobschütz und Elisabeth von Krawarn.
Nach dem Tod des Vaters 1445/47 erbten Johann I. und sein gleichnamiger jüngerer Bruder Johann II. „Pius“ gemeinsam das Herzogtum Leobschütz sowie ein Drittel des Herzogtums Troppau. Nachdem Johann/Hanuš schon 1454 unverheiratet und ohne Nachkommen gestorben war, erbte sein einziger Bruder Johann II. dessen Gebiete.